# Armitage Bridge
Armitage Bridge – wieś w Anglii, w hrabstwie ceremonialnym West Yorkshire, w dystrykcie metropolitalnym Kirklees. Leży 26 km na południowy zachód od miasta Leeds i 261 km na północny zachód od Londynu.